# 栋河畔马尔萨克
栋河畔马尔萨克（法語：Marsac-sur-Don，法語發音：[maʁsak syʁ dɔ̃] ⓘ）是法国大西洋卢瓦尔省的一个市镇，位于该省北部，栋河左岸，属于沙托布里扬-昂斯尼区。

## 地理
栋河畔马尔萨克（47°35'44"N, 1°40'49"W）面积27.68 平方千米，位于法国卢瓦尔河地区大区大西洋卢瓦尔省，该省份为法国西北部沿海省份，位于布列塔尼半岛东南部，北起伊勒-维莱讷省，西北接莫尔比昂省，西临大西洋，南至旺代省，东临曼恩-卢瓦尔省。
与栋河畔马尔萨克接壤的市镇（或旧市镇、城区）包括：代尔瓦勒、孔克勒伊、盖姆内庞福、让斯、诺宰、韦镇。
栋河畔马尔萨克的时区为UTC+01:00、UTC+02:00（夏令时）。

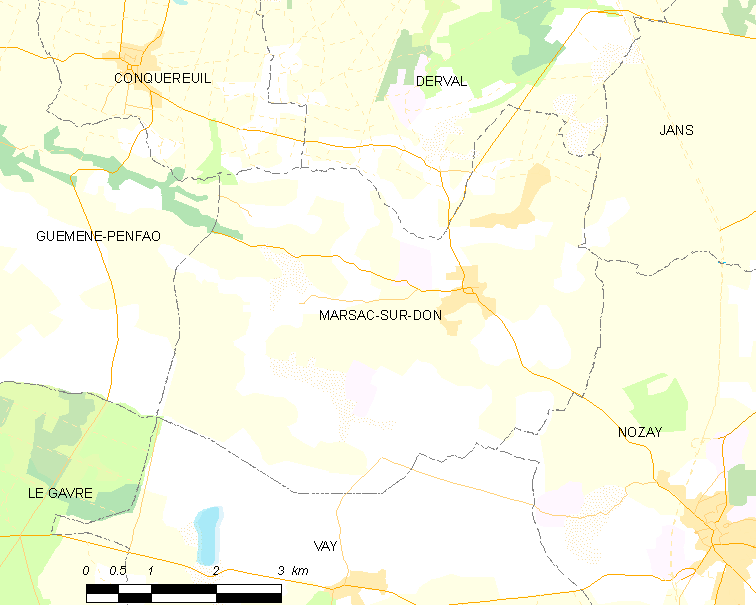
栋河畔马尔萨克的OSM定位图

## 行政
栋河畔马尔萨克的邮政编码为44170，INSEE市镇编码为44091。

## 政治
栋河畔马尔萨克所属的省级选区为盖姆内庞福县。

## 交通
大西洋卢瓦尔省省道D44线、D124线和D125线在境内交汇。

## 人口

1962-2008年间栋河畔马尔萨克人口变化图示

栋河畔马尔萨克于2022年1月1日时的人口数量为1529人。